# Ђино Медер
Ђино Медер (њем. Gino Mäder; Флавил, 4. јануар 1997 — Хур, 16. јун 2023) био је швајцарски професионални бициклиста који је последње возио за UCI ворлд тур тим Бахреин—викторијус. Једном је освојио класификацију за најбољег младог возача на Вуелта а Еспањи, гдје је завршио једном на петом мјесту, док је на Ђиро д’Италији остварио једну етапну побједу.
Јуниорску каријеру је почео 2016. док је професионалну каријеру почео 2019. у тиму Дименжен дата, када је Вуелту а Сан Хуан завршио на 11 мјесту. Године 2020. возио је Вуелта а Еспању, прву гранд тур трку у каријери, коју је завршио на 20 мјесту у генералном пласману, док је једну етапу завршио на другом мјесту. Године 2021. На Париз—Ници, био је у бијегу од почетка етапе, а на 50 метара до циља достигао га је Примож Роглич и одспринтао. У мају, возио је Ђиро д’Италију по први пут, гдје је остварио прву побједу у професионалној каријери, али је морао да напусти трку због пада, након чега је остварио етапну побједу на Тур де Свису. У финишу сезоне, био је лидер тима на Вуелта а Еспањи заједно са Џеком Хејгом, гдје је завршио на петом мјесту у генералном пласману, уз освојену класификацију за најбољег младог возача, коју је освојио испред Егана Бернала.
Године 2022. завршио је Тур де Романди на другом мјесту, док је у финишу сезоне возио Вуелта а Еспању, заједно са Микелом Ландом, али није био у борби за генерални пласман. Године 2023. завршио је Париз—Ницу на петом мјесту, након чега је возио Тур де Свис трку. На петој етапи која је вожена 15. јуна, на спусту са успона Албула пас пао је при великој брзини на истом мјесту гдје је неколико минута прије њега пао Магнус Шефилд који је задобио потрес мозга; био је у несвијести и потопљен у води и одмах је превезен у болницу. На дан 16. јуна 2023. преминуо је од посљедица пада.